# Торпедо (стадіон, Бердянськ)
«Торпедо»  - футбольний стадіон, розташований в українському місті Бердянськ, Запорізька область. Відкритий у 1932 році, з цього часу є домашньою ареною для однойменної місцевої команди.

## Історія
Стадіон спочатку отримав назву «Сільмаш», його було зведено Бердянську в 1932 року на місці раніше знесеної церкви.
У 1945—1948 роках після завершення робіт з реконструкції арена мала назву «Трактор», а з 1950 року по теперішній час — «Торпедо».
Новий етап оновлення арени відбувся у 1980-х роках, в результаті цього стадіон став вміщувати до 10 тисяч глядачів, мав футбольне поле та три майданчики для інших видів спорту: волейбольний, баскетбольний та гандбольний, бігові доріжки, а також сектор для стрибків у довжину.
Місцева команда майстрів «Торпедо» стала виступати арені з 1960-х років.
На домашніх матчах колективу практично завжди збиралися аншлаги. На цій арені «Торпедо», зокрема, грало проти київського «Динамо» та донецького «Шахтаря». Тут же проходило і більшість поєдинків у рамках аматорської міської футбольної першості Бердянська.
На полі проводилися також матчі з мотоболу та змагання міських Спартакіад. Крім іншого, на арені також виступали багато відомих радянських музикантів, включаючи Софію Ротару та Лева Лещенка. У 2015 році стадіон прийняв матч чемпіонату України з американського футболу.
На початку 2022 року розпочався демонтаж стадіону для побудови урбан-парку на тому ж місці.

## Сучасний стан
На даний момент стан стадіону оцінюється владою міста та чиновниками як аварійне. Обидві трибуни арени повільно руйнуються, заростають бур'яном і гниють. Газон на стадіоні також не придатний до використання, оскільки в деяких місцях на ньому вирвано траву і знаходяться великі камені. У 2010 році за несплату боргів на стадіоні було відключено електроенергію та водопостачання.
У 2013 році підприємство, на балансі якого перебував «Торпедо», через проблеми з фінансуванням припинило своє існування як юридична особа.
У 2020 році комунальники упорядкували газон арени перед візитом до міста Президента України Володимира Зеленського.

## Проєкти відновлення стадіону
У 2007 року розглядався варіант проведення реконструкції стадіону «Торпедо», на який планувалося витратити 70 мільйонів гривень, проте інвесторів на реалізацію такого задуму знайти не удалось.
План реконструкції передбачав перетворення арени на спортивний і діловий центр з автопаркінгом усередині південної трибуни і з вертолітним майданчиком на ній. Інвестиційну привабливість мала забезпечити можливість поєднати спортивний об'єкт із готелем і офісними приміщеннями.
У 2009 році вартість ремонту поля було знижено до 50 мільйонів грн, проте грошей на проведення робіт знову не було знайдено і від проекту відмовилися остаточно.
У 2016 році з'явилися пропозиції відреставрувати спортивний об'єкт з метою подальшої організації на ньому бази з підготовки членів національної збірної України з легкої атлетики, подібна ідея обговорювалася, серед іншого, з низкою високопоставлених спортивних функціонерів, проте потім була проігнорована.
Також міська влада висловлювалася за повне знесення «Торпедо» і будівництво на його місці сучасної комфортної арени.
Громадські активісти після цього кілька разів зверталися до Державного фонду регіонального розвитку України з проханням про допомогу у відновленні арени, але знову одержали відмову.
У грудні 2015 року група волонтерів під керівництвом Євгена Шулябкіна оголосила про запуск спеціальної інтернет-платформи, де ініціативні місцеві жителі зможуть публікувати свої ідеї щодо відновлення стадіону.
У 2021 році у ЗМІ виникла інформація про можливий демонтаж стадіону.